# Parque nacional Nightcap
El Parque Nacional Nightcap es un parque nacional en Nueva Gales del Sur (Australia), ubicado a 626 km al norte de Sídney.

## Ficha
- Área: 81 km²
- Coordenadas: 28°32′38″S 153°17′35″E / -28.54389, 153.29306
- Fecha de Creación: 22 de abril de 1983
- Administración: Servicio Para la Vida Salvaje y los Parques Nacionales de Nueva Gales del Sur
- Categoría IUCN: II